# 통일사회당
통일사회당은 1961년 1월 21일 창당된 사회대중당의 후계정당이다.
1960년 7·29총선에서 참패한 혁신세력은 사회대중당의 분열로 정치적 기반을 잃게 되었다. 총선 이후 사회대중당과 결별한 일부세력은 한국사회당·혁신연맹·사회혁신당·한국독립당 등 5개 혁신정당의 통합을 추진하여 독립사회당으로의 결당을 서둘러 추진하게 되었다. 그러나 11월 27일 전(前) 근로인민당계의 최근우·유병묵 등이 자유노선에 입각한 민족통일을 표방하는 사회당을 결성했다. 이에 서상일계의 사회대중당 결별파, 윤길중과 같은 잔류파, 김성주 중심의 한국사회당, 정상구 계열의 혁신연맹, 고정훈 계열의 사회혁신당이 결집하여 통일사회당을 창당했다. 혁신계인사들이 대부분 참여한 통일사회당은 창당선언문에서 국가경제의 조속한 건설, 빈궁과 불안으로부터의 대중 해방, 그리고 민주적·평화적인 국토통일을 실현시킴으로써 우리 조국을 통일·자주·독립의 훌륭한 민주적 복지국가로 발전시키는 역사적 대과업을 수행할 것이라고 약속했다. 또 이러한 대과업은 근로민중을 기반으로 한 이 나라의 민주적 혁신세력의 집결체인 대혁신정당에 의해서만 완수될 수 있는 것이며, 평범한 근로민중의 국민대중적 혁신정당이 아니면 안된다고 밝혔다. 이와 같이 국민대중적 혁신정당임을 표방한 통일사회당은 5·16군사정변으로 해산되었다. 이후 1965년 김철에 의해 재건되었으나 원내진출에 실패하고 1967년 해체되었다가 1981년 1월 20일 혁신계 인사들을 중심으로 한 민주사회당이 창당됨에 따라 그 명맥을 이어나가게 되었다.
이 정당은 대한민국 최초이자 유일하게 사회주의 인터내셔널에 소속된 정당이였다. 이후 민주노동당은 옵저버로 존재했었다.